# زبان اشاره پاپوآ گینه نویی
زبان اشاره پاپوآ گینه نویی زبان اشاره‌ای است که توسط ناشنوایان و کم شنوایان در پاپوآ گینه نو استفاده می‌شود.